# Gummibandet
Gummibandet var en svensk musikgrupp som bildades 1973. Flera av medlemmarna hade tidigare varit medlemmar i det svenska popbandet Hep Stars. Gummibandets medlemmar var Christer Pettersson trummor, Bernt Liljegren gitarr, Lennart Hegland bas, och Janne Frisk gitarr.

## Diskografi
- Personality (LP, EMI 1976)
- Ur spindelväv och damm (LP, Columbia 1977)
- Hep Stars music shop (som Hep Stars-Gummibandet, LP, Columbia 1978)
- Let's rock! (som Hep Stars-Gummibandet, CD, EMI 1993)